# 月光光 (儿歌)
《月光光》是一首閩粵传统儿歌。閩都版的《月光光》为唐代常衮所作，是第一个创作《月光光》童谣的地方，相传至今。而廣府版的《月光光》在宋代及明代很晚时才出现，相传至今。下文广府版前者，乃是以傳統童謠為靈感，1958年由潘琳作詞、喬飛作曲、潘琳丈夫施明新改編的版本。
此歌具有许多版本，客家和潮汕等地各有唱法。

## 歌词
| 版本                                        | 歌词 |
| ------------------------------------------- | --- |
| 粵語版一 作曲：喬飛 作詞：潘琳 改編：施明新 | 月光光，照地堂，蝦仔你乖乖瞓落床。 聽朝阿媽要趕插秧咯，阿爺睇牛佢上山崗，啊…… 蝦仔你快高長大咯，幫手阿爺去睇牛羊，啊…… 月光光，照地堂，蝦仔你乖乖瞓落床。 聽朝阿爸要捕魚蝦咯，阿嫲織網要織到天光，啊…… 蝦仔你快高長大咯，划艇撒網就更在行。 月光光，照地塘，年卅晚，摘檳榔， 五穀豐收堆滿倉囉，老老嫩嫩喜洋洋，啊…… 蝦仔你快啲眯埋眼囉，一覺瞓到大天光，啊…… |
| 粵語版二                                    | 月光光，照地堂，年卅晚，摘槟榔，槟榔香，摘紫姜，紫姜辣，买胡辣， 胡辣苦，买猪肚，猪肚肥，买牛皮，牛皮薄，买菱角，菱角尖，买马鞭， 马鞭长，起屋樑，屋樑高，买张刀，刀切菜，买箩盖，箩盖圆，买只船， 船冇（无）底，浸死两个番鬼仔，一个浮头，一个沉底。 |
| 粵語版三                                    | 月光光，照地堂，年卅晚，摘槟榔，槟榔香，摘紫姜，紫姜辣，买菩达， 菩达苦，买猪肚，猪肚肥，买牛皮，牛皮薄，买菱角，菱角尖，买马鞭， 马鞭长，起屋樑，屋樑高，买张刀，刀切菜，买箩盖，箩盖圆，买条船， 船沉底，浸死两个番鬼仔，一个卖慈菇，一个卖马蹄。 |
| 閩語福州话版一                              | 月光光、照池塘、骑竹马、过洪塘、 洪塘水深不得渡、娘子撑船来接郎。 问郎长、问郎短、问郎此去何时返？ |
| 閩語福州话版二                              | 月光光、照厅中。做人新妇嘢心酸。 蜀厝侬食饭配肥肉、奴食凊饭番薯汤。 月光光、照墙头。做人新妇目滓流。 蜀厝大细都去睏、奴着磨粟洗灶头。 |
| 客語版一                                    | 月光光，秀才郎，船來等，轎來扛。一扛扛到河中央，蝦公毛蟹拜龍王。 龍王腳下一蕊花，拿分阿妹轉妹家，轉到妹家笑哈哈。 |
| 客語版二                                    | 月光光，秀才郎，騎白馬，過蓮塘。蓮塘背，種韭菜，韭菜花，結親家。 親家門前一口塘，畜個鯉嫲八尺長，長個拿來煮酒食，短個拿來討餔娘。 |
| 客語版三                                    | 月光光，秀才郎，騎白馬，過蓮塘。蓮塘背，種韭菜，韭菜花，結親家。 親家門前一口塘，畜個鯉嫲八尺長，頭節拿來食，尾節拿來討餔娘。 討個餔娘矮頓頓（矮㑁㑁），煮個飯仔香馞馞；討個餔娘高天天，煮個飯仔臭火煙。 |
| 潮州话版一                                  | 月光光，秀才郎，骑白马，过庵堂，庵堂夹，夹过山，炒猪肝，猪肝炒唔熟， 炒红肉，红肉赤着脚，叫父叫母走来哈…… |
| 潮州話版二                                  | 月光光，秀才郎，騎白馬，過庵堂。 庵堂隘，馬相夾，夾過山，夾過岸。 愛食好茶哩來煎，愛娶好某上幹山。 幹山姿娘𠢕打扮，打扮兒夫去做官。 去時草鞋tsēng雨傘，來時白馬掛金鞍。 |
| 闽南话版 漳州龙海                           | 月光光，秀才郎，骑白马，过南塘。 南塘𣍐得过，搦猫仔来歃血，歃𣍐着，拍鶆鹞。 鶆鹞跋落堘，拍饮筒。饮筒𣍐贮饮，拍鼎簳。 簳仔爱摽笑，拍棉绩。棉绩𣍐抽纱，拍官家。 官家拜佛祖，拍来拍去拍着某。:244 |
| 雷州話版                                    | 月光光，月圓圓，四娘經布在庭邊。腳踏弦機響伊乙，手合檳榔認同年。 亦有版本有後續： 人认同年多例例，我认同年隔层溪。人父有钱买花帕，我父无钱买花鞋。 花鞋不如花手帕，新新礼盘托礼巾。新新茶盅托茶礼，新新礼盘托礼银。 |
| 海南話版                                    | 八月十五月光光，提了燈籠去巡村。 無食雞，無食卵，無驚雷公，無驚鬼，乃驚老婆無開門。 |

## 背景

### 閩都版
福州版的《月光光》为唐朝常衮所作，是福州现存最古老的民间歌谣。常衮累官至宰相后被贬为福建观察使，他在闽地非常重视教育，增设乡校，并亲自讲授。还创作或命人创作了200多首民谣，希望借此方式让百姓学唱歌、识文化。例如，福州版《月光光》中“洪塘水深没得过”一句，就描述了当时福州洪塘一带的地貌特征。

### 廣府版
潘琳作詞、喬飛作曲的《月光光》以“月光光，照地堂，蝦仔你乖乖瞓落床”开头，第二节教育小朋友要“听教听话”。第三节写的是一家人过年的欢乐气氛，以“虾仔你快地眯埋眼啰，一觉睡到大天光”结尾，为让孩子快快入睡。这首儿歌充满生活本色，饱含了天下百姓最实实在在的诉求。
“地堂”在粤语中是指家门前的一块平整的、空旷的场地，旧时代主要用做晒谷场和晾晒衣物等，有時又叫做「晒棚」；因為小房子不一定有天井，但地堂一定有阳光且通风。随着经济发展，广东很多发达地区已不再保留地堂；但在一些自耕自足的农村，依然保留着地堂，有条件的人家会铺成水泥地板。由于是晒谷场，这个空地一般常年保持洁净，加上旧时代没有街灯，所以月光打落下来明如镜。这样一块跟温饱直接关联的空地，同时也是孩子们玩耍的好地方，场地足够玩老鹰捉小鸡、找朋友、123木头人等小游戏，又或是烧烤聚餐等的好场所。在古代没有风扇和空调，热辣辣的南方夜晚，一家人喜欢聚在地堂乘凉聊天；漆黑的乡村晚上，小朋友自然只能在地堂玩耍，嬉闹玩累了想就地睡觉，并对回床休息有强烈抗拒感（因为太热了），于是便有了下一句“虾仔你乖乖瞓落床”。

### 下南版
《月光光》在漳州龍海流传的版本，其内容隐约描述郑成功在漳州与清军所展开的拉锯战。连横《雅言》第五十九条称台湾童谣“『月光光，秀才郎，骑白马，过南塘』，此言郑延平之起兵也。”:244

## 演唱
摇滚乐队Beyond于1991年在演唱会上演唱过此歌。2010年亚洲运动会闭幕式以此歌开头，该版本源自喬飛作曲、潘琳作詞、施明新改編的版本。
汕頭南澳的民謠樂隊玩具船長在2012年第一張專輯《大島小島鹹鹹就好》中的《銅山姿娘》一曲中化用了潮州話版本月光光的歌詞。
馬來西亞的海南籍歌手麥英創作的海南話歌曲《八月十五月光光》中引用了海南話版的月光光童謠。

## 条目脚注
1. 1 2  喬飛的二兒媳婦李莉在2010年6月20日洛杉磯喬飛作品音樂會所唱的版本，和2011年喬飛接受採訪時自己唱的版本，並非三節都同樣唱「月光光，照地堂」，而是三節分別唱「照祠堂」、「照魚塘」、「照地堂」。見 YouTube上的乔飞作品：月光光 (李莉演唱) The Moonlight。
2. 1 2 3 4  有指本字為「地塘」，意為築高地面來擋水，見 YouTube上的粵講粵過癮。
3. ↑  “船无底”句，一作“船漏底”。[6]
4. 1 2  又作「浸死啲紅毛番鬼仔」，見 YouTube上的粵講粵過癮。
5. ↑  抗戰時期傳唱版本為「浸死啲日本仔，一个浮头，一个沉底，你話好睇唔好睇。」，見 YouTube上的粵講粵過癮。
6. ↑  即苦瓜，見 YouTube上的粵講粵過癮；又作蒲達、芙達。
7. ↑  某，指妻子。
8. ↑  幹山，也有作銅山。
9. ↑  姿娘，指女性。
10. ↑  𠢕，gâu，意為擅長。
11. ↑  南塘，地名，漳州北郊谢坑附近、南靖县南坑镇、云霄县下河乡皆有南塘村。南塘𣍐得过，指无法到南塘。[9]:244
12. ↑  歃，用嘴吸。歃血即喝血。谓歃血为盟。歃𣍐着，言喝不著，或是盟誓失敗。[9]:244
13. ↑  拍鶆鹞，打老鹰。跋落堘，跌到田裡。[9]:244
14. ↑  饮筒，容器，瓶状，所以装米汤。𣍐贮饮，盛米汤。[9]:244
15. ↑  鼎簳，锅盖。[9]:244
16. ↑  簳仔，竹编圆形浅筐，此处或为人名。摽笑，开玩笑。[9]:244
17. ↑  棉绩，罩了纱线、用以套入被套的棉胎。抽纱，一种刺绣法。𣍐抽纱，棉胎上的纱线抽不出来。[9]:244
18. ↑  拍着某，打到妻，发泄到妻身上。[9]:244